# Shinchōsha
Shinchosha Publishing Co, Ltd. (株式会社新潮社?, Kabushiki Kaisha Shinchōsha) è una casa editrice fondata nel 1896 in Giappone con sede a  Yaraichō, Shinjuku, Tokyo. Pubblica sia libri che periodici. Shinchosha è una degli organizzatori del Japan Fantasy Novel Award.

## Libri

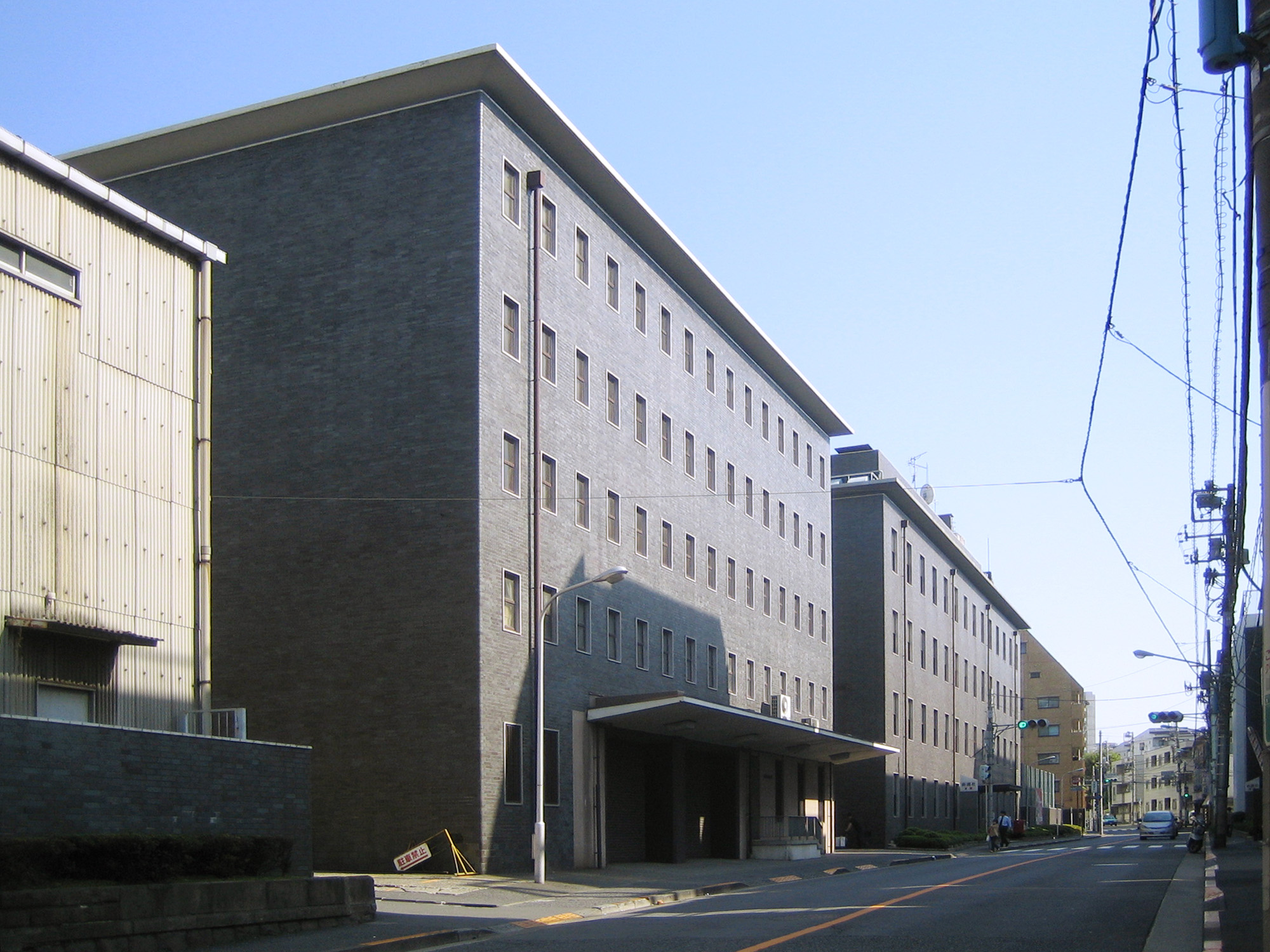
Sede centrale di Shinchosha

- Haruki Murakami: La fine del mondo e il paese delle meraviglie (1985), Uten Enten (1990), L'uccello che girava le viti del mondo (1997), Tutti i figli di Dio danzano (2000), 1Q84 (2009–2010), The City and Its Uncertain Walls (2023)[1]
- Alex Kerr: Lost Japan (1993)

## Periodici

### Settimanali
- Weekly Shinchō (週刊新潮?) – dal 1956
- Weekly Comic Bunch (週刊コミックバンチ?) – manga, terminata nel 2010
- Focus – sospesa

### Mensili
- Shinchō (新潮?) – rivista letteraria dal 1904
- "Monthly" Series (「月刊」シリーズ?)
- Nami (波?)
- nicola
- Shinchō 45 (新潮45?) (suspended)[2]
- Geijutsu Shinchō (芸術新潮?)
- Shōsetsu Shinchō (小説新潮?)
- Tabi (旅?)
- ENGINE – Automobile magazine, since 2000
- Foresight – Japanese edition discontinued in 2010
- Monthly Comic Bunch (月刊コミックバンチ?) - manga, dal 2011